# Sweet James Jones Stories
Sweet James Jones Stories è l'album solista di debutto di Pimp C, pubblicato dalla Rap-A-Lot Records il 2 marzo 2005.
Al suo interno ci sono presenti diversi Featuring con i maggiori esponenti della scena rap Texana.
La particolarità dell'album è che diverse fra le 14 tracce in esso contenute sono apparse anche nell'album precedente di Pimp C "Live from the harris county jail" (2004), ma tali brani sono stati modificati per quanto riguarda le produzioni musicali, quindi suonano con delle basi diverse. Le produzioni del disco sono state affidate a Leroy Williams, Mike Dean e Wendell Springer.
L'album ha aiutato a diffondere il movimento "Free Pimp C".
Dell'album esistono due versioni: Regular e C&S.

## Tracce
1. Hogg in the game
2. Swang down/10 a key
3. Im a hustler
4. Comin' up Feat. Lil'Flip & Z-Ro
5. I'sa Playa Feat. Bun B & Twista
6. I know u strapped
7. I gotta thang
8. Slow down Feat. Cory Mo
9. Get my money Feat. Pimpin Ken
10. Young Prostitute
11. Everytime Feat. Devin The Dude
12. A thin line Feat. Cory Mo
13. My angel
14. Young ghetto stars Feat. Z-Ro & Trae